# Aeroport de Tallinn
L'Aeroport de Tallinn (en estonià: Tallinna lennujaam) o Aeroport de Tallinn Lennart Meri (Lennart Meri Tallinna lennujaam) (codi IATA: TLL, codi OACI: EETN) és l'únic aeroport internacional d'Estònia. Serveix de centre de connexions de l'aerolínia Nordica, i com a centre secundari d'AirBaltic, de l'aerolínia de mercaderies Airest i de LOT Polish Airlines. També era la base de l'antiga aerolínia nacional Estonian Air. Es troba uns 5 km al sud-est del centre de Tallinn a la costa est del llac Ülemiste i per això antigament se'l coneixia com a Aeroport d'Ülemiste. Des del 29 de març de 2009 té el nom oficial de Lennart Meri en honor a aquest líder del moviment independentista estonià i segon president d'Estònia.